# 鄧宗藎
鄧宗藎 ，字藎臣，福建延平府南平縣人，明朝政治人物、賜特用進士出身。
崇禎三年由府學儒士中舉人，十五年賜進士，官紫陽知縣，隆武時官至禮部主客員外郎。